# Seltsé (Tetovo)
Seltsé (en macédonien Селце, en albanais Sellca) est un village du nord-ouest de la Macédoine du Nord, situé dans la municipalité de Tetovo. Le village comptait 2 538 habitants en 2002. Il est majoritairement albanais.

## Démographie
Lors du recensement de 2002, le village comptait :
- Albanais : 2 521 ;
- Macédoniens : 1 ;
- autres : 16.